# دهستان بیونیج
بیونیج، دهستانی است از توابع بخش مرکزی شهرستان دالاهو در استان کرمانشاه ایران.

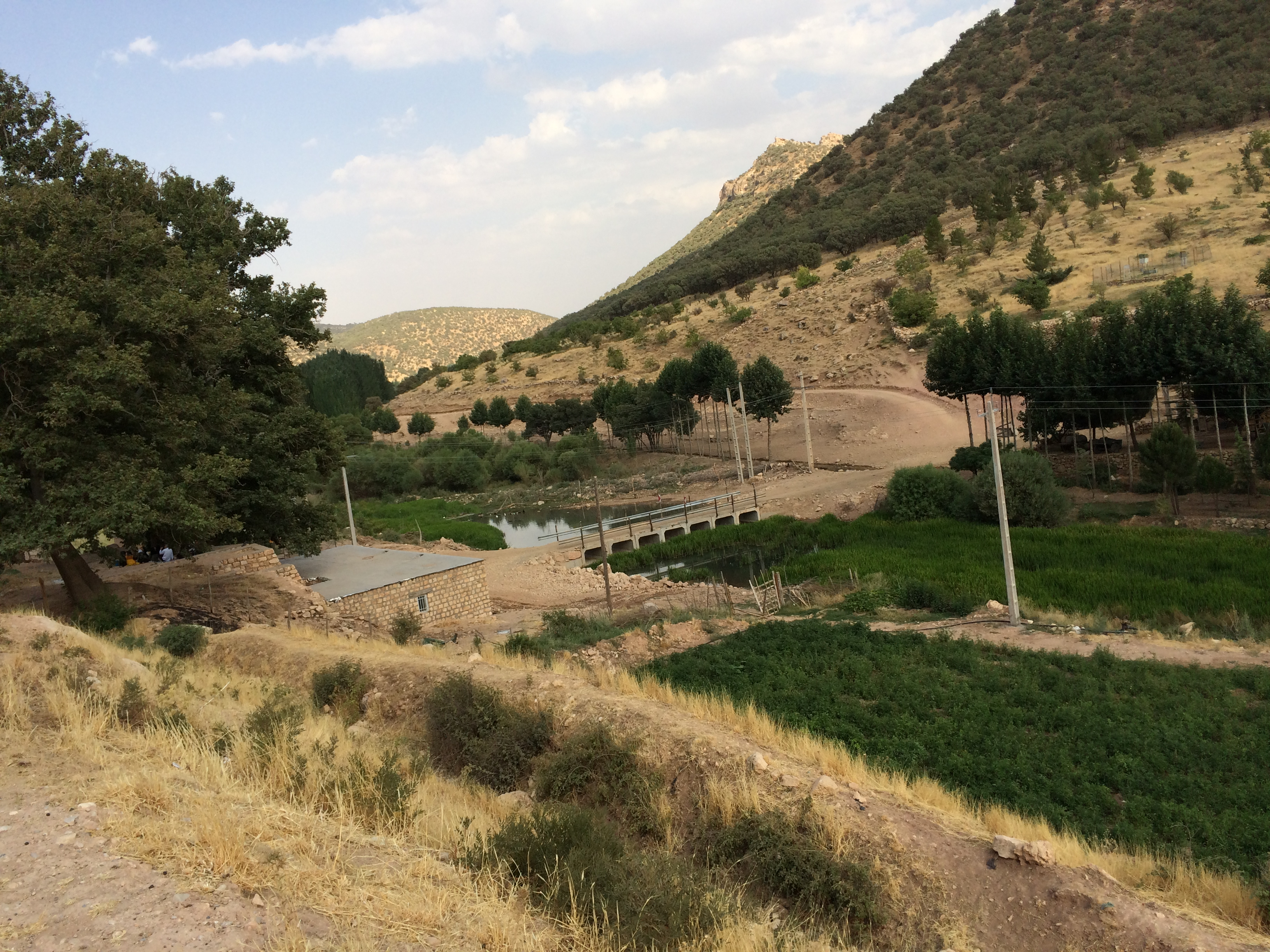
پلی در روستای بیونیج

## جمعیت
براساس سرشماری سال ۱۳۸۵جمعیت آن ۱۴۵۸نفر (۳۲۳خانوار) بوده‌است. 
مردم این دهستان از پیروان آیین یارسان بوده و به زبان‌های کردی با گویش‌های کلهری و  گورانی سخن می گویند.
محصول کشاورزی این منطقه بیشتر نخود است.